# Saint-Valery
Saint-Valery – miejscowość i gmina we Francji, w regionie Hauts-de-France, w departamencie Oise.
Według danych na rok 1990 gminę zamieszkiwało 58 osób, a gęstość zaludnienia wynosiła 13 osób/km² (wśród 2293 gmin Pikardii Saint-Valery plasuje się na 939. miejscu pod względem liczby ludności, natomiast pod względem powierzchni na miejscu 927.).